# BIG6 European Football League 2017
La BIG6 European Football League 2017 sarà la quarta edizione dell'omonimo torneo di football americano. La sua finale è denominata Eurobowl XXXI.
Sarà la prima edizione a cui non partecipano squadre austriache o francesi.
Ha avuto inizio il 22 aprile e si è conclusa il 10 giugno con la finale di Francoforte sul Meno vinta per 55-14 dai tedeschi New Yorker Lions sui connazionali Frankfurt Universe.

## Squadre partecipanti
| Club                | Città                | Stadio                        | Sponsor ufficiale | Risultato nella stagione 2016                           |
| ------------------- | -------------------- | ----------------------------- | ----------------- | ------------------------------------------------------- |
| Amsterdam Crusaders | Amsterdam            | Sportpark Sloten              |                   | Finalisti EFL; campioni dei Paesi Bassi                 |
| Badalona Dracs      | Badalona             | Camp Municipal de Badalona    |                   | Fase a gironi EFL; campioni di Spagna                   |
| Berlin Rebels       | Berlino              | Mommsenstadion                |                   | Quarti di finale GFL                                    |
| Frankfurt Universe  | Francoforte sul Meno | Frankfurter Volksbank Stadion | Samsung           | Campioni EFL; quarti di finale GFL                      |
| New Yorker Lions    | Braunschweig         | Eintracht-Stadion             |                   | Campioni BIG6; campioni di Germania                     |
| Seamen Milano       | Milano               | Stadio Ernesto Breda          |                   | Vicecampioni d'Europa; Semifinalisti in Prima Divisione |

## Stagione regolare

### Calendario

#### 1ª giornata
| Amsterdam 22 aprile 2017 | Amsterdam Crusaders | 6 – 20 (0-7 0-3 0-3 6-7) | New Yorker Lions | Sportpark Sloten |

| Sesto San Giovanni 22 aprile 2017, ore 15:00 | Seamen Milano | 14 – 13 (0-0 0-7 7-6 7-0) | Berlin Rebels | Stadio Ernesto Breda (1200 spett.) |

#### 2ª giornata
| Braunschweig 29 aprile 2017 | New Yorker Lions | 54 – 14 (20-0 24-0 10-7 0-7) | Badalona Dracs | Eintracht-Stadion (3200 spett.) |

#### 3ª giornata
| Francoforte sul Meno 6 maggio 2017 | Frankfurt Universe | 38 – 12 (21-0 3-6 7-0 7-6) | Seamen Milano | Frankfurter Volksbank Stadion (5016 spett.) |

#### 4ª giornata
| Berlino 13 maggio 2017 | Berlin Rebels | 11 – 10 (0-0 0-0 3-10 8-0) | Frankfurt Universe | Mommsenstadion |

| Santa Coloma de Gramenet 13 maggio 2017, ore 17:30 | Badalona Dracs | 19 – 47 (7-13 6-0 0-7 6-27) | Amsterdam Crusaders | Camp Municipal de Badalona Sud |

### Classifica
La classifica della regular season è la seguente:
- PCT = percentuale di vittorie, G = partite giocate, V = partite vinte, P = partite perse, PF = punti fatti, PS = punti subiti
- La qualificazione all'Eurobowl è indicata in verde

#### Girone A
| Pos. | Squadra             | PCT   | G | V | P | PF | PS  |
| ---- | ------------------- | ----- | - | - | - | -- | --- |
| 1    | New Yorker Lions    | 1.000 | 2 | 2 | 0 | 74 | 20  |
| 2    | Amsterdam Crusaders | .500  | 2 | 1 | 1 | 53 | 39  |
| 3    | Badalona Dracs      | .000  | 2 | 0 | 2 | 33 | 101 |

#### Girone B
| Pos. | Squadra            | PCT  | G | V | P | PF | PS |
| ---- | ------------------ | ---- | - | - | - | -- | -- |
| 1    | Frankfurt Universe | .500 | 2 | 1 | 1 | 48 | 23 |
| 2    | Berlin Rebels      | .500 | 2 | 1 | 1 | 24 | 24 |
| 3    | Seamen Milano      | .500 | 2 | 1 | 1 | 26 | 51 |

## Eurobowl XXXI
| Francoforte sul Meno 10 giugno 2017, ore 19:00 | New Yorker Lions | 55 – 14 (21:0 27:7 7:0 0:7) | Frankfurt Universe | Frankfurter Volksbank Stadion (7694 spett.) |

## Verdetti
- New Yorker Lions Vincitori dell'Eurobowl XXXI